# Baustert

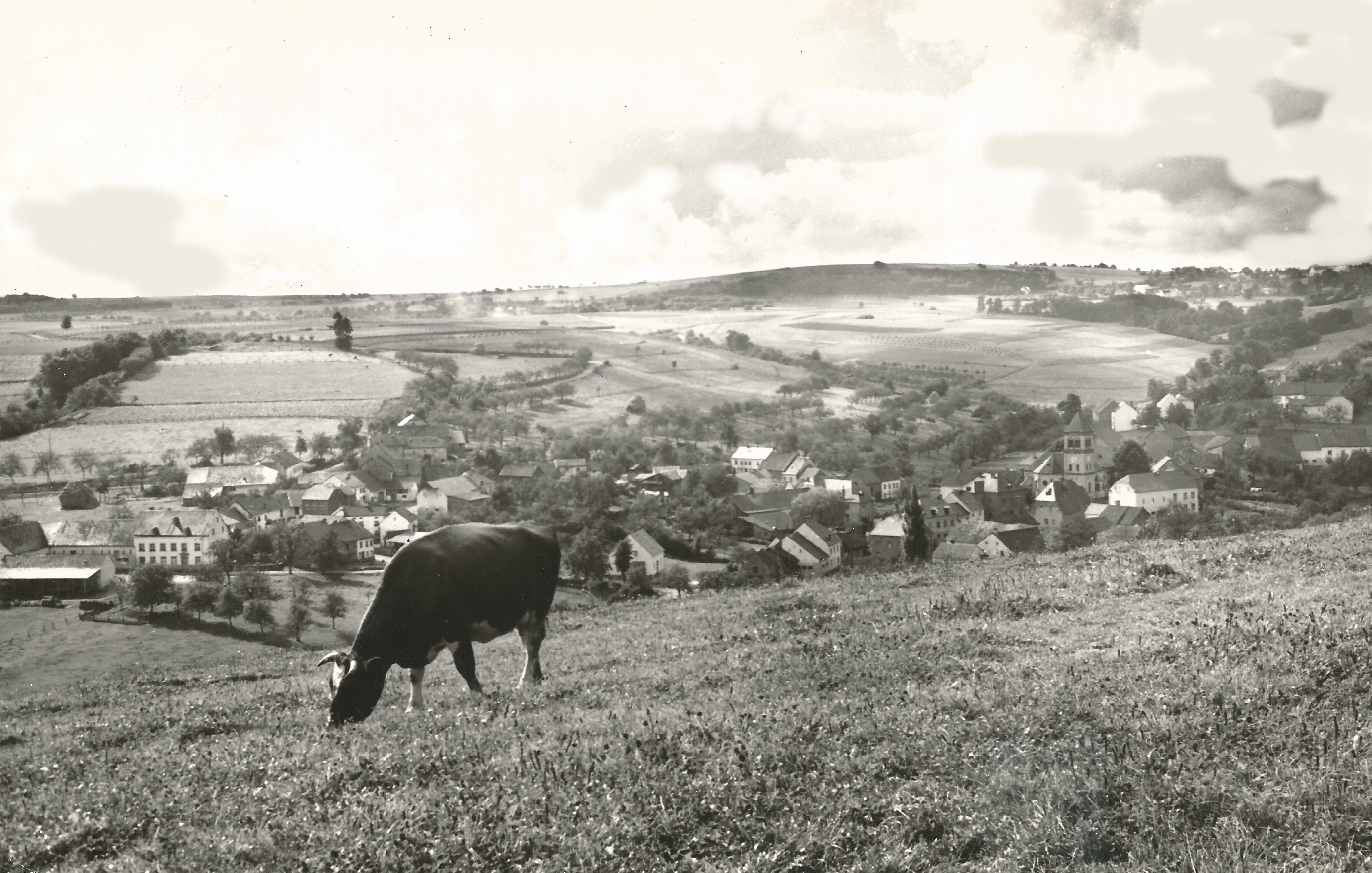
Baustert, historische Ansicht

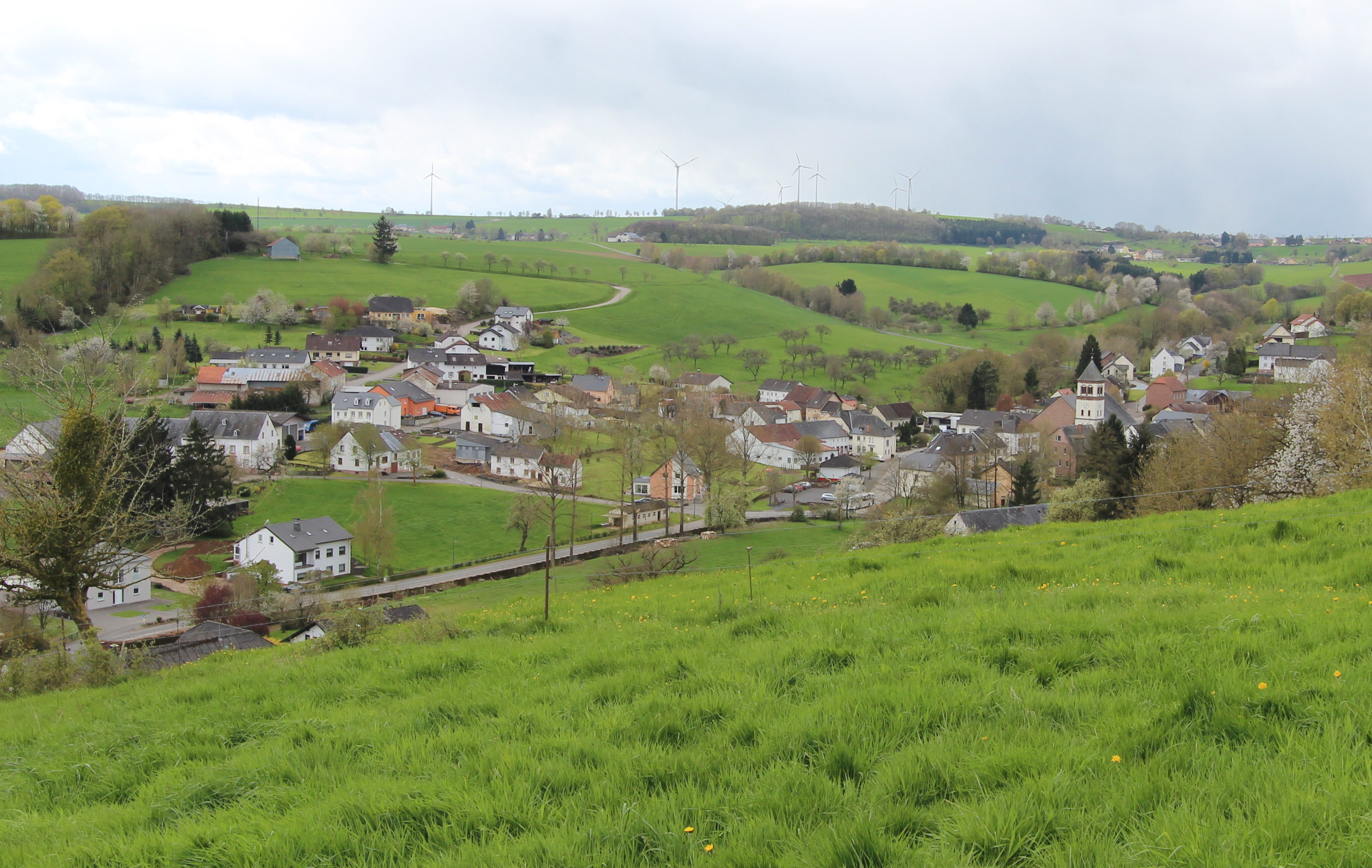
Baustert (2016)

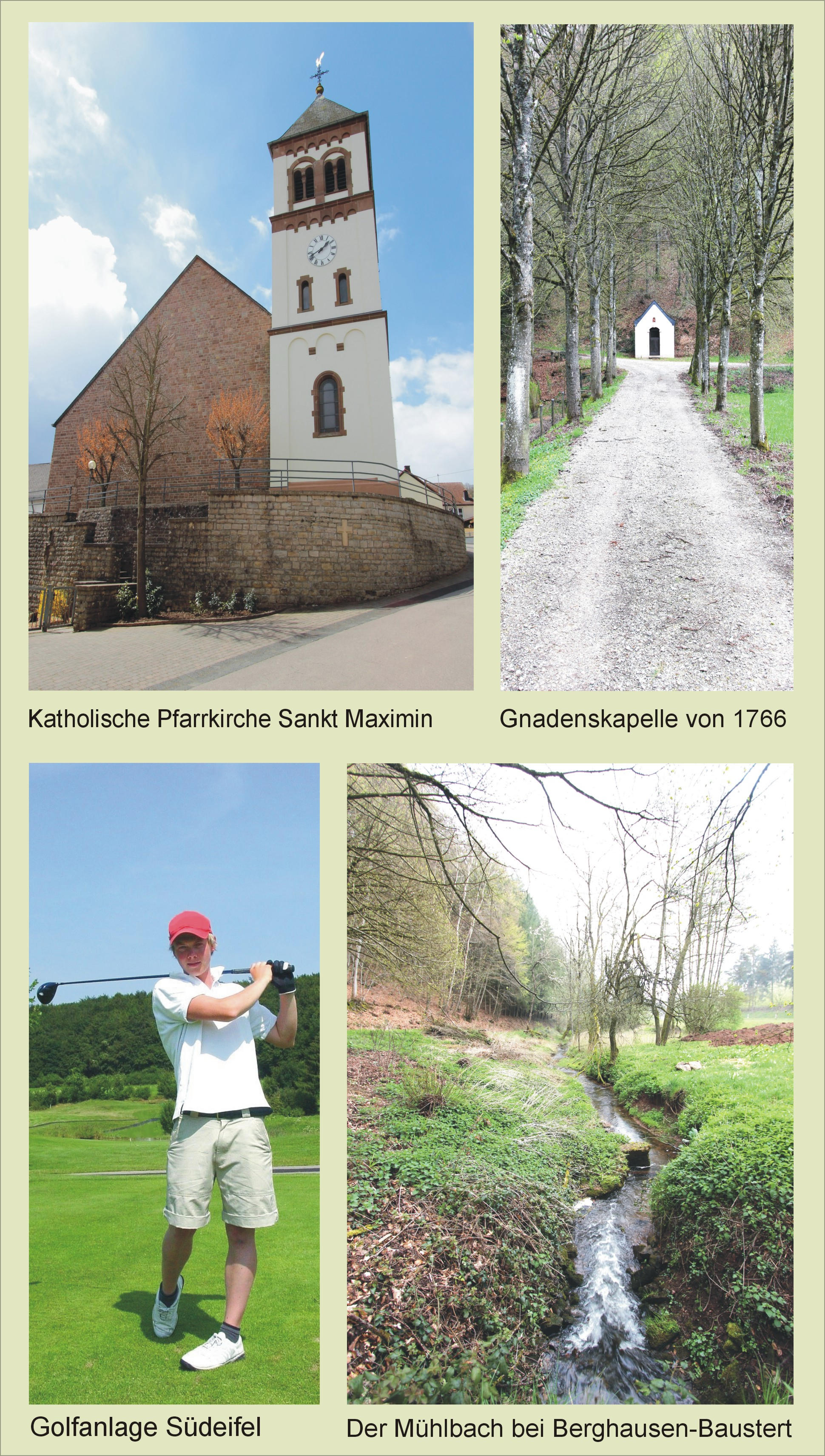
Sehenswürdigkeiten in Baustert

Baustert ist eine Ortsgemeinde im Eifelkreis Bitburg-Prüm in Rheinland-Pfalz. Sie gehört seit dem 1. Juli 2014 der Verbandsgemeinde Bitburger Land an.

## Geographie
Die Ortsgemeinde liegt in der Eifel am Rande des Naturparks Südeifel. Sie wird von den Bächen Mühlbach, Watzbach und Eschbach durchflossen.
Zur Gemeinde Baustert gehören neben dem namensgebenden Ort die Ortsteile Baustertgraben und Berghausen sowie die Wohnplätze Auf Kinnscheid und Hofenberg.

Nachbargemeinden sind Hütterscheid im Norden, Feilsdorf im Nordosten, Oberweis und Mülbach im Südosten, Brimingen im Südwesten sowie das bereits zur Verbandsgemeinde Südeifel gehörende Utscheid im Nordwesten.

## Geschichte
Baustert wurde im Jahre 893 als Bustatt erstmals urkundlich erwähnt. Aufgrund des Namens vermutet man eine Entstehung des Ortes in karolingischer Zeit. In einer Abgabenliste von 1330 wurde der Ort unter dem Namen Boistert ebenfalls urkundlich erwähnt.
Ebenfalls zum Ort Baustert gehörte das Anwesen Baustert-Waldburg, welches im Mittelalter erbaut wurde. Es befand sich auf der Gemarkung der heutigen Ortsgemeinde Utscheid.
Seit dem späten Mittelalter gehörte der nun luxemburgische Ort teilweise zur Herrschaft Bettingen und teilweise zur Herrschaft Neuerburg. Im Jahr 1794 besetzten französische Revolutionstruppen die Österreichischen Niederlande, zu denen das Herzogtum Luxemburg gehörte, im Oktober 1795 wurde sie annektiert. Von 1795 bis 1814 gehörte Baustert zum Kanton Neuerburg im Arrondissement Bitburg des Departements der Wälder. Baustert wurde Hauptort einer Mairie. Nach der Niederlage Napoleons und der Übernahme der Region durch das Königreich Preußen aufgrund der Vereinbarungen auf dem Wiener Kongress (1815) wurde Baustert Verwaltungssitz der gleichnamigen Bürgermeisterei im Kreis Bitburg des Regierungsbezirks Trier, der 1822 Teil der preußischen Rheinprovinz wurde. Die Bürgermeisterei Baustert und weitere Bürgermeistereien gingen noch im Verlauf des 19. Jahrhunderts in die Bürgermeisterei (ab 1927 Amt) Oberweis auf.
Nach dem Ersten Weltkrieg zeitweise französisch besetzt und nach dem Zweiten Weltkrieg der französischen Besatzungszone zugeordnet, ist der Ort seit 1946 Teil des damals neu gebildeten Landes Rheinland-Pfalz. Bei der Auflösung der Ämter im Rahmen einer Verwaltungsreform kam Baustert 1970 zur Verbandsgemeinde Bitburg-Land, die 2014 in die Verbandsgemeinde Bitburger Land aufging.
Bevölkerungsentwicklung
Die Entwicklung der Einwohnerzahl von Baustert, die Werte von 1871 bis 1987 beruhen auf Volkszählungen:
| Jahr | Einwohner |
| ---- | --------- |
| 1815 | 158       |
| 1835 | 285       |
| 1871 | 321       |
| 1905 | 377       |
| 1939 | 451       |
| 1950 | 441       |
| 1961 | 434       |

| Jahr | Einwohner |
| ---- | --------- |
| 1970 | 447       |
| 1987 | 438       |
| 1997 | 527       |
| 2005 | 531       |
| 2011 | 481       |
| 2017 | 437       |
| 2023 | 454       |

## Politik

### Gemeinderat
Der Gemeinderat in Baustert besteht aus acht Ratsmitgliedern, die bei der Kommunalwahl am 9. Juni 2024 in einer Mehrheitswahl gewählt wurden, und dem ehrenamtlichen Ortsbürgermeister als Vorsitzendem. Bis 2014 gehörten dem Gemeinderat zwölf Ratsmitglieder an.

### Ortsbürgermeister
Johannes Valentin wurde am 1. Juli 2024 Ortsbürgermeister von Baustert. Da für die Direktwahl am 9. Juni 2024 kein Wahlvorschlag eingereicht wurde, oblag die Neuwahl des Bürgermeisters gemäß rheinland-pfälzischer Gemeindeordnung dem Rat, der sich auf seiner konstituierenden Sitzung für Johannes Valentin entschied.
Liste der Bürgermeister, seit 1970 Ortsbürgermeister, von Baustert:
- Johannes Valentin (seit 2024)
- Udo Brück (von 2009 bis 2024[9])
- Egon Kirchen † (von 1998 bis 2009)
- Klaus Banz † (von 1989 bis 1998)
- Josef Scholtes † (von 1986 bis 1989)
- Peter Müller † (von 1974 bis 1986)
- Peter Weinandy † (von 1969 bis 1974)
- Baptist Sonnen † (von 1949 bis 1969)
- Peter Grommes † (von 1947 bis 1949)
- Nikolaus Thielen † (von 1946 bis 1947)
- Anton Scholtes † (von 1934 bis 1946)
- Johann Dunkel † (von 1924 bis 1934)
- Johann Müller I. † (von 1920 bis 1924)

### Wappen
| Wappen von Baustert | Blasonierung: „Schild mittig geteilt, obere Hälfte in Blau mit goldener Krone, untere Hälfte in Silber mit schwarzem Stern.“ |
| Wappen von Baustert | Wappenbegründung: Die Farben Silber und Blau sowie die goldene Grafenkrone (Adelskrone) stehen für die Zugehörigkeit des Ortes ab dem 12. Jahrhundert zu Luxemburg, während der 6-strahlige Stern auf die ursprüngliche Zugehörigkeit zur Trierer Abtei St. Maximin hindeutet. Wappenentwurf: Karl E. Becker, Malberg. Der Ortsgemeinderat hatte die Zustimmung für das Wappen am 6. Mai 1977 beschlossen. |

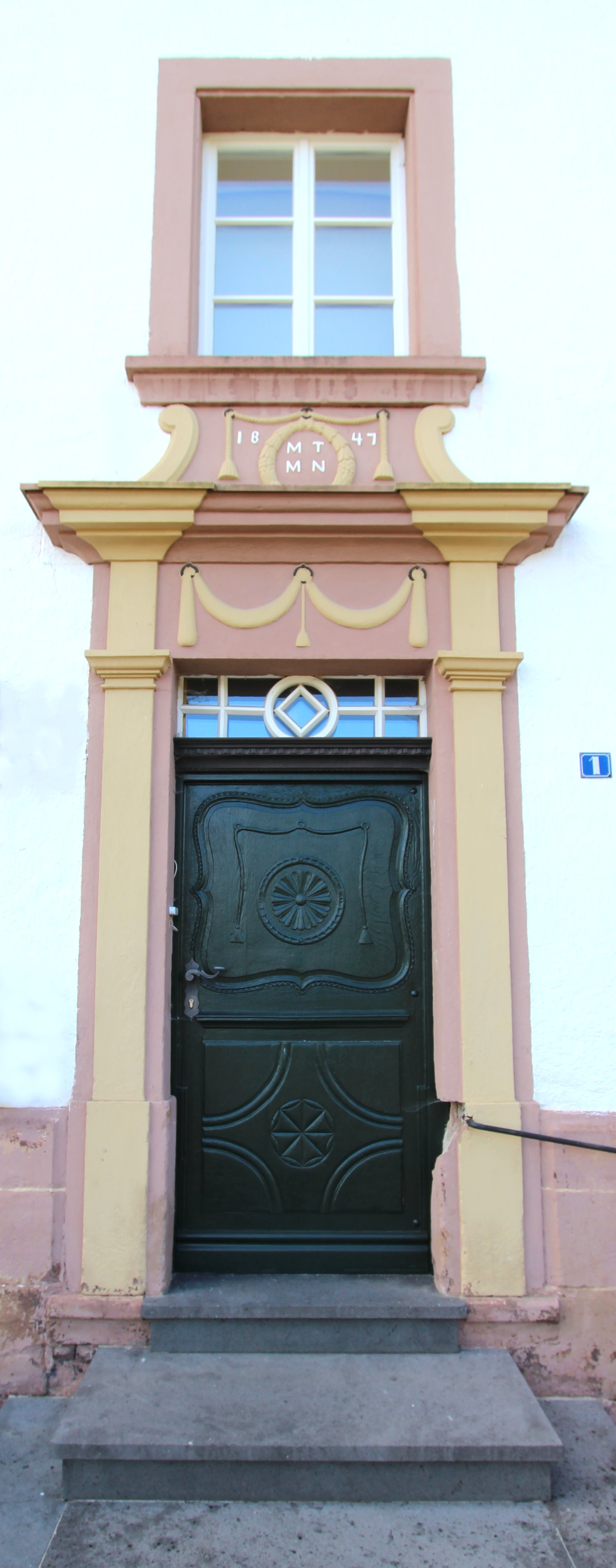
Eingangsportal von 1847, Hofstraße 1
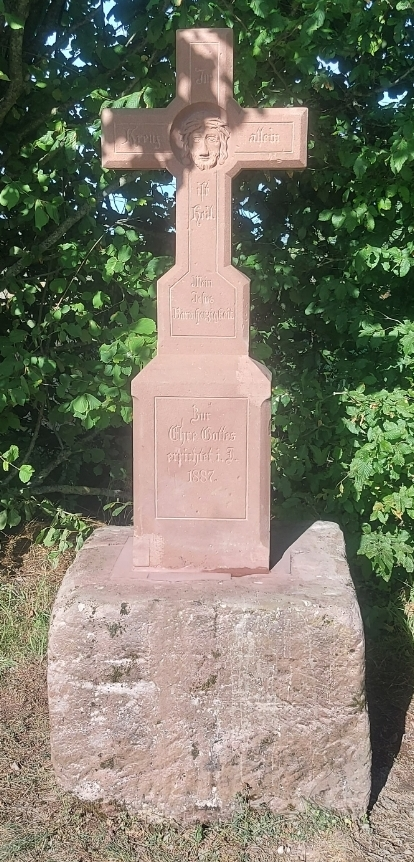
Wegekreuz von 1887, Auf dem Kreuzberg

## Kultur und Sehenswürdigkeiten

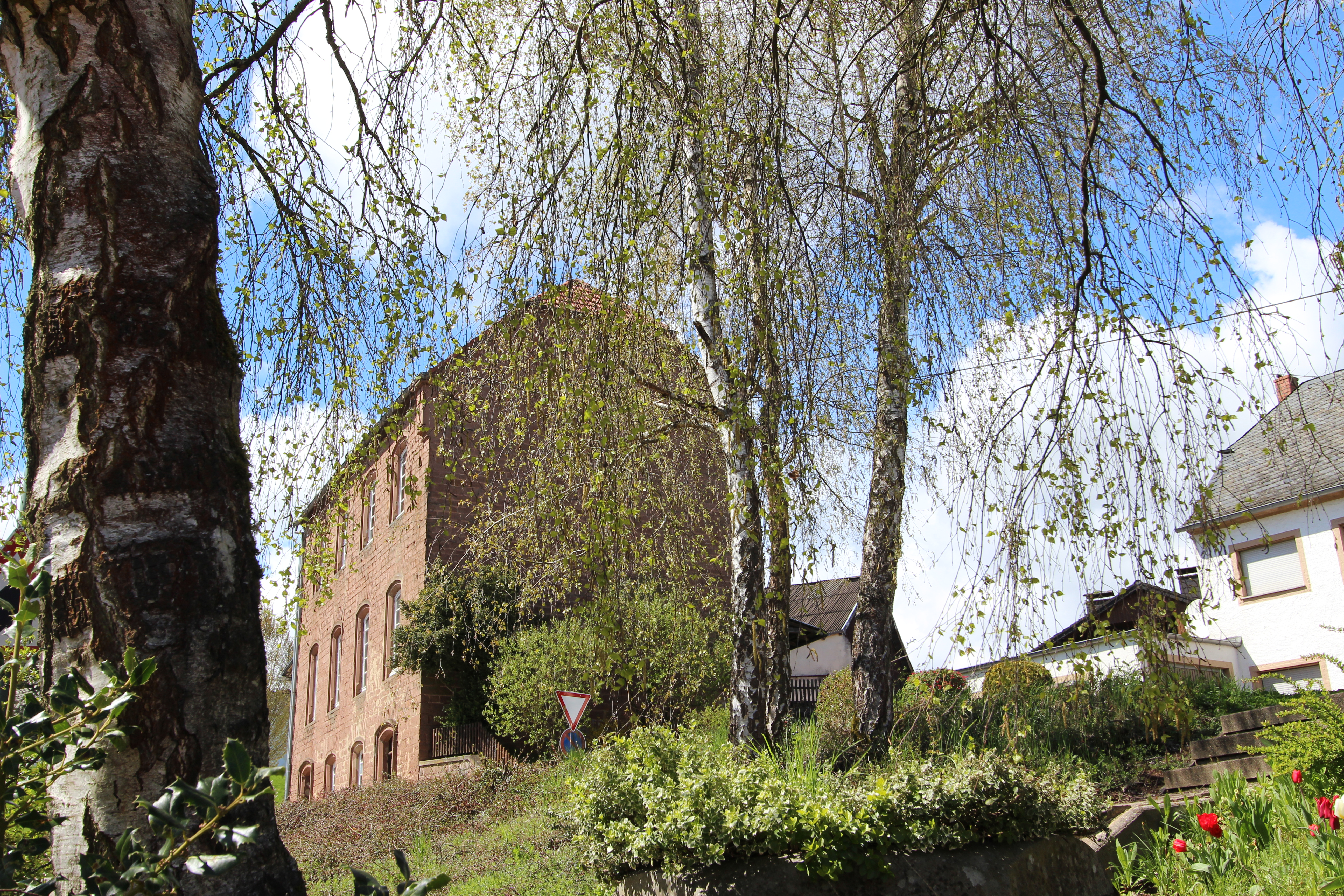
Ehemalige Dorfschule

### Bauwerke
- Pfarrkirche St. Maximin mit neuromanischem Turm von 1900–1910 des Architekten Josef Kleesattel
- Sehenswerte Votivkapelle im Ortsteil Berghausen aus dem 18. Jahrhundert
- Mehrere alte Bauernhöfe im Ort
- Über das Gemeindegebiet sind einige – teils sehr alte – Wegekreuze verteilt.
- Es besteht eine Partnerschaft mit der südfranzösischen Gemeinde Charmé. Es gibt zudem zwei der Partnerschaft gewidmete Steine; zum einen vor dem ehemaligen Schulgebäude an der Ecke Schulstraße / Kobenborn und zum anderen neben dem Dorfplatz.

Siehe auch: Liste der Kulturdenkmäler in Baustert

### Grünflächen und Naherholung

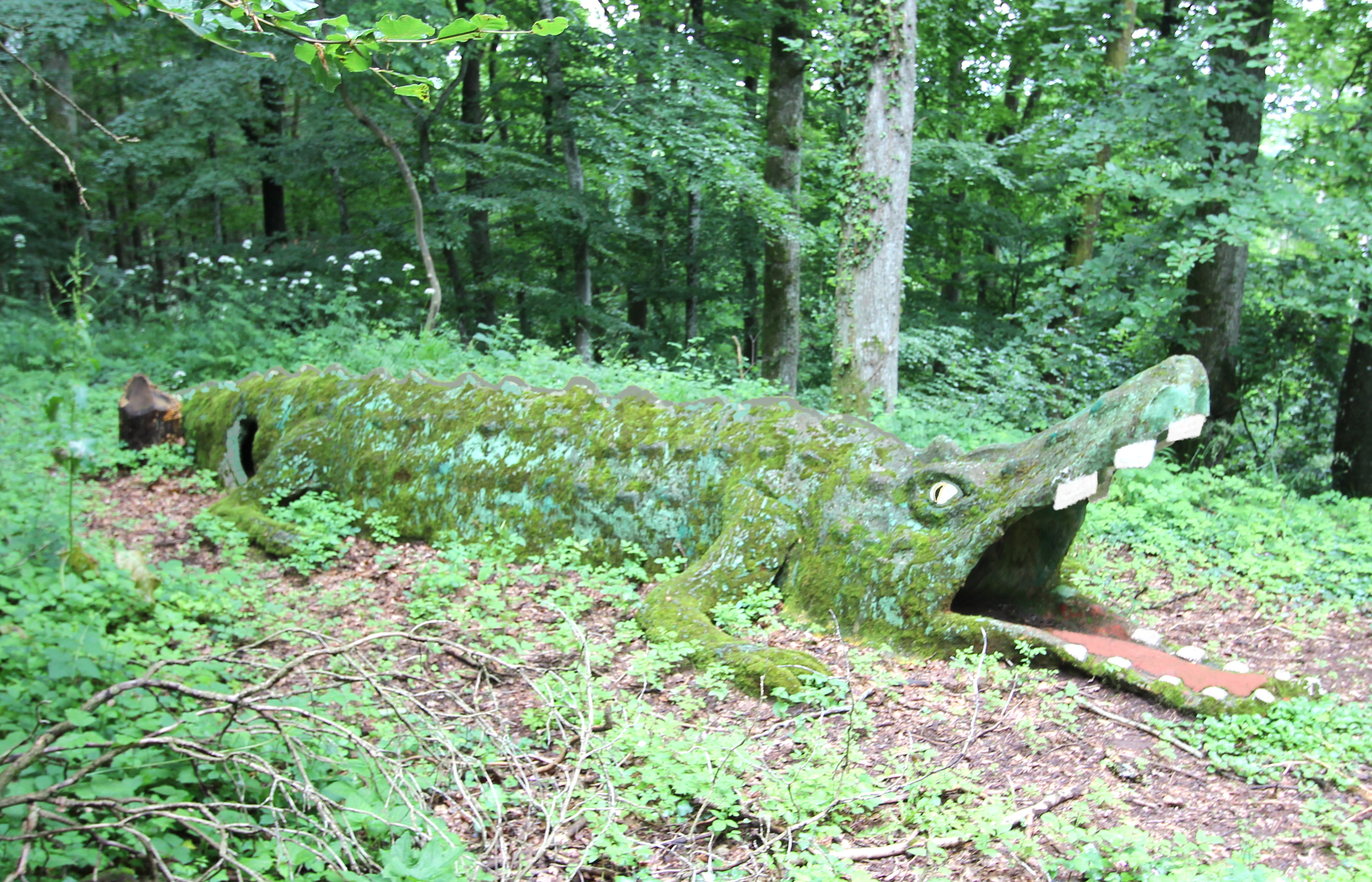
Begehbares Waldkrokodil

- Themenweg Denkmäler Baustert-Brimingen: Rundwanderweg entlang von Wegekreuzen und denkmalgeschützten Gebäuden der Ortsgemeinden Baustert und Brimingen. Dieser Wanderweg verläuft analog zum W78 des Naturpark Südeifel, greift jedoch die oben genannte Thematik auf. Der Wanderweg ist hierzu mit 13 Informationstafeln ausgestattet und beginnt am Dorfplatz in Baustert.[13]
- Rundwanderweg 78 des Naturpark Südeifel durch Baustert und Brimingen[14]
- Wanderrouten z. B. Mühlbachtal, Läschbachtal oder Baustertgraben[15][16]
- Begehbares Waldkrokodil von Baustert („Krokodil“ ⊙)

### Regelmäßige Veranstaltungen
- Jährliches Kirmes- bzw. Kirchweihfest St. Maximin am 2. Septemberwochenende
- Traditionelles Ratschen oder Klappern am Karfreitag und Karsamstag
- Hüttenbrennen am ersten Wochenende nach Aschermittwoch (sogenannter Scheef-Sonntag) auf dem Kreuzberg[17][18]

## Wirtschaft und Infrastruktur

### Unternehmen
Im Ort existiert eine Metzgerei, mehrere Ferienwohnungen, der Eschbachhof für Kunsthandwerk, ein Busunternehmen, eine Gaststätte auf dem Golfplatz und ein Landwirtschaftsbetrieb.
Ein großer Teil der Bevölkerung pendelt nach Bitburg, Trier oder Luxemburg, eine regelmäßige Linienbusverbindung besteht Montag bis Freitag im Zweistundentakt nach Bitburg.
Baustert verfügt über einen Golfplatz vom Platz-Typ „hügelig“. Die 9-Loch-Anlage mit Par 68 wurde 1993 eröffnet.

### Bildung
Schulen und Kindertageseinrichtungen im Umkreis sind:
- Katholische Kindertagesstätte St. Maximin Baustert[23]
- Prümtal-Grundschule Bettingen (ca. 6 km)[24]
- Förderschule St. Martin-Schule Bitburg (ca. 14 km)[25]
- Maximin-Schule Bitburg (ca. 14 km)[26]
- Sankt Matthias Gesamtschule Bitburg (ca. 14 km)[27]
- Otto-Hahn-Realschule plus Bitburg (ca. 14 km)[28]
- Berufsschule Theobald-Simon-Schule Bitburg (ca. 14 km)[29]
- Sankt-Josef-Gymnasium Biesdorf (ca. 16 km)[30]
- Grund- und Realschule plus Neuerburg (ca. 13 km)[31]
- Hildegardis-Grundschule Mettendorf (ca. 7 km)[32]
- St.-Willibrord-Gymnasium Bitburg (ca. 14 km).[33]

### Verkehr
Die Gemeinde ist durch die Kreisstraßen K 9, K 10 und K 64 erschlossen.